# Tarapacá (Amazonas)

Localização de Tarapacá, no departamento de Amazonas

Tarapacá é uma cidade e município da Colômbia, no departamento de Amazonas. Até 1922 pertenceu ao Peru. Foi fundada por residentes peruanos até 1932, quando passou para a soberania da Colômbia. O nome vem de um antigo departamento peruano aconteceu com governo chileno em 1884, após a Guerra do Pacífico. Tarapacá pertencia a Peru há alguns meses, durante o conflito de La Pedrera, em 1911. Algumas pessoas nesse departamento a ser expulso pelo governo chileno, foram enviados pelo governo peruano para colonizar a área na Amazônia.